# ニューヨーク証券取引所
ニューヨーク証券取引所（ニューヨークしょうけんとりひきじょ、英語: New York Stock Exchange, NYSE）は、インターコンチネンタル取引所（ICE）傘下の、アメリカのニューヨークにある世界最大の証券取引所である。通称「ビッグ・ボード（Big Board）」。

## 組織

### 大陸間取引
2005年4月20日、電子証券取引所を運営するアーキペラゴ・ホールディングス社（Archipelago Holdings Inc.、AX）の買収計画が発表され、証券取引委員会（SEC）がこれを承認したことを受け、NYSEは66億ドルを投じてAXを買収。手続を2006年3月7日に終了させた上で持株会社「NYSEグループ」を設立、翌3月8日にNYSEに株式を上場した。これによりNYSEは、213年間に及ぶ非営利会員組織としての歴史に幕を下ろし、NYSEグループ傘下の株式会社として再出発した。
2006年6月1日、証券取引所運営会社ユーロネクストとの合併を発表。2007年4月4日、監督官庁や株主の承認を経て、新会社NYSEユーロネクストが発足した。
2013年11月、ニューヨーク証券取引所の親会社であるNYSEユーロネクストをインターコンチネンタル取引所が買収した。
2017年10月、インターコンチネンタル取引所がロイヤル・バンク・オブ・スコットランドからユーロクリア株4％を買収しようと具体的な交渉を詰めていることが報じられた。ニューヨーク証券取引所を起源とするDTCC（Depository Trust & Clearing Corporation）は事実上の国際証券集中保管機関として稼動してきた。ユーロクリアへの資本参加を打診しているということは、DTCCの手に余る事態が生じているということである。NYSE Arcaで上場投資信託（ETF）のマーケットメイク制度が未完成なのである。2018年5月ドッド・フランク法の改正と「ボルカールール2.0」の採択が行われ、大銀行とその傘下のシャドー・バンキング・システムがマーケットメイク制度に参加しやすくなる。

### ETFとアーカ
ETFマーケットメイクをめぐる問題は、ETFとアーカの歴史から説明される。パシフィック証券取引所（Pacific Exchange）は現物株式と上場オプション市場を運営していたが、1980年代から出来高のシェアを失った。そこでパシフィックはETFマーケットメイクの試験的運営を証券取引委員会に登録申請した。これは1997年9月に恒久的な制度として承認された。パシフィックは2007年7月、アーキペラゴに電子取引システムを提供させ、自らは自主規制機能を担うという提携を発表した。2005年1月、アーキペラゴ・ホールディングスがパシフィックを完全買収、上場オプションとETF込み現物株式のマーケットメイカーとなった。
2006年発足したNYSEユーロネクストは、2008年1月アメリカン証券取引所（アメックス）を買収した。アメックスはナスダックの発展にともない取引シェアを失っており、打開策として1993年1月にステート・ストリートのSPDRというETFを上場させ、他のETFに対しても上場を誘致していた。NYSEユーロネクストのアメックス買収はETF市場の取得を目的の一つとしていたので、NYSEユーロネクストは自社上場のETFとアメックス上場のそれを集約してアーカへ移管した。また、2005年7月にバークレイズ・グローバル・インベスターズ（現ブラックロック）が19銘柄、2008年8月にバンガード（Vanguard）が34銘柄、同年12月にステート・ストリートが75銘柄のETFをアーカへ移管、世界金融危機下でマーケットメイク等の合理化に成功した。
危機でもETF設定累計額は上昇をやめなかった。2013年6月、アーカはETFマーケットメイカーにスポンサー（大銀行や機関投資家）をつける制度（EIP）の試験的運営を申請した。バンガードが利益相反の問題を指摘したものの、証券取引委員会は承認した。2017年4月の報告書は、試験結果を示すにはデータが不足していると述べた。試験はスポンサーがいなくなったので中断されたが、ボルカールール2.0で試験は再開される見込みである。
日本は2018年7月2日に東京証券取引所がETF市場でマーケットメイク制度を導入した。アメリカでEIPが制度化されて、日本へ輸入された場合は、日銀がシャドー・バンキング・システムに供給した流動性が、マーケットメイクのスポンサーという形で日本のETF市場をさらに機関化することになる。

## 沿革
ニューヨーク証券取引所はロンドン証券取引所に次いで古い歴史を有する証券取引所である。
- 1792年5月17日 - 24人の仲買人によって「すずかけ協定」(Buttonwood Agreement)が結ばれる[10]。
- 1817年3月8日 - "New York Stock & Exchange Board"に改称。定款を制定、議長を選出し組織化する。
- 1866年 - ウエスタンユニオンがティッカー・システムを取引所へもたらした。
- 1903年 - 世界屈指の金融街、ウォール街に今の取引所建物が竣工。
- 1907年 - 1907年恐慌で各財閥を頂点とする原始的なシャドー・バンキング・システムが成立。
- 1927年 - 第二市場すなわちカーブ（Curb）取引所でモルガン・ギャランティ・トラストが米国預託証券を発行。
- 1929年 - 暗黒の木曜日（ブラック・サーズデー）─過熱気味のニューヨーク・ダウが大暴落、世界恐慌が起こる。
- 1941年 - シェルビー・カロム・デービス（Shelby Cullom Davis）が低落した会員権を購入。
- 1953年 - 第二市場がアメリカン証券取引所に改称。年金基金と保険会社が全国的な出来高を支えた。
- 1961年 - 年末に「第三市場」へ取引量が大きく流れ、市場が取引量的に分解した[11]。この「第三市場」では、大きな証券取引所に属さないブローカー兼ディーラーが、上場株式を店頭で、継続的に自己売買およびマーケットメイクした[12]。「第三市場」はオートメーション化を強みとして証券取引委員会の後援を受け、店頭のスペシャリストやナスダックを攻撃した。
- 1975年 - 固定手数料制を廃止。全米市場システム（National Market System）を導入。
- 1987年 - 暗黒の月曜日（ブラック・マンデー）。ダウ平均株価は前営業日比約508ドル安（下落率22.6%）と株価が暴落。
- 1999年 - ニューヨーク証券取引所自ら株式公開。
- 2001年 - アメリカ同時多発テロ事件により、4日間取引を停止。ニューヨーク・ダウが大幅に下落。
- 2003年 - 投信・保険界の不正が追及された9月、ニューヨーク証券取引所のCEOが交代した。17日グラッソ（Richard Grasso）がゴールデンパラシュートで離脱。21日シティグループのリード（John S. Reed）がつないだ。12月18日ゴールドマン・サックス社長のサイン（John Thain）がCEOとなって、後にゴールドマン系のアーキペラーゴを買収した。
- 2006年 - 持株会社NYSEグループが株式を上場（ティッカー：NYX）
- 2007年 - 東京証券取引所と投資信託事業等の業務提携発表。
- 2007年 - 持株会社NYSEグループとユーロネクストが合併し、NYSEユーロネクストとなる。
- 2008年 - 世界金融危機によりニューヨーク・ダウが1万ドル以下に暴落。
- 2010年 - 高速取引による大量の売り注文によって、ダウ平均株価は一時998ドル安と過去最大の下落幅を記録（2010 Flash Crash）。
- 2013年 - インターコンチネンタル取引所（ICE）傘下となる。
- 2014年 - フィデリティ・インベストメンツの金融仲介がスキャンダル化。
- 2018年5月25日 - バンク・オブ・アメリカ出身のステイシー・カニンガム（Stacey Cunningham）が社長に就任。初めて女性がトップになった[13]（2022年に退任）。
- 2020年 - 取引所内にて新型コロナウィルスの感染者が発生し、立会場を一時閉鎖した。

## 市場取引

### 取引時間
取引時間は時間外取引を含めると以下の通り。
- opening session: 4:00〜9:30 [日本標準時 18:00～23:30(冬時間)、17:00～22:30(夏時間)]
- core trading session: 9:30〜16:00 [日本標準時 23:30～6:00(冬時間)、22:30～5:00(夏時間)]
- extended hours: 16:00〜20:00 [日本標準時 6:00～10:00(冬時間)、5:00～9:00(夏時間)]

祝祭日を除く月曜日から金曜日の米国東部標準時および米国東部夏時間。core trading session は9:30〜16:00の「一場制」であり、日本などのような「前場」「後場」といった区分は無い。
2025年より、時間外取引を延長して取引時間を下記に変更する予定。
- opening session: 1:30〜9:30 [日本標準時 15:30～23:30(冬時間)、14:30～22:30(夏時間)]
- core trading session: 9:30〜16:00 [日本標準時 23:30～6:00(冬時間)、22:30～5:00(夏時間)]
- extended hours: 16:00〜23:30 [日本標準時 6:00～13:30(冬時間)、5:00～12:30(夏時間)]

### 取引形態
取引形態はオークション方式を採用している。呼び値は1セントである。
値幅制限はないが指数の下落が一定幅を超えると取引を中断するサーキットブレーカー制度が採用されている。
受渡日はT+2（約定日を含め3営業日）である。
ティッカーシンボルと呼ばれる、各企業を表す1～5文字のアルファベットがNYSE内の証券コードとして用いられる。
実際には電子取引の発達により、NYSE上場銘柄の売買は立会場だけでなく業者間市場（サード・マーケット）で成立する場合も多くなっており、NYSEとナスダックの取引上の差異は実質的になくなっている。ティッカーシンボルもかつてはNYSEは1～3文字、ナスダックは4文字以上だったが、この慣習もなくなっている。

## 株価指数
元々はニューヨーク証券取引所の株価から構成されていた株価指数はダウ工業株30種平均（Dow Jones Industrial Average）があり、ダウ・ジョーンズ社（Dow Jones & Company）によって発表されている。ただし、現在では、NASDAQ公開のマイクロソフトやインテルのように、非NYSE上場企業銘柄もダウ平均を構成するようになった。
この他、構成銘柄が少ないダウ平均に対して、より市況を反映するよう1970年代中頃に開発されたNYSE Composite Indexがある。NYSE自身が独自に算出しており、構成銘柄はすべてNYSE上場企業である。
S&P 500はニューヨーク証券取引所およびNASDAQの時価総額上位500社の企業から構成され、その株価指数連動型ETFは最も取引されているETFであり、ダウ平均株価やS&P 500の動向が全世界の相場展開に反映される。

## 建物
メインの建物は、ウォール・ストリートとエクスチェンジ・プレイスの角、ブロード・ストリート18番地に位置している。立会場はメインの建物に隣接するウォール・ストリート11番地のビル内にあり、21のトレーディング・ルームからなる。かつて、メインの建物からエクスチェンジ・プレイスを挟んで向かいにあるブロード・ストリート30番地の建物内にあったトレーディング・ルームは2007年2月に閉鎖された。18 ブロード・ストリートと11 ウォール・ストリートの建物は1978年にアメリカ合衆国国定歴史建造物に登録された。
20世紀において、ニューヨーク証券取引所のアイコン的存在として知られていたのが、取引開始時と終了時に打ち鳴らされる発会の鐘（Opening bell）と納会の鐘（Closing bell）である。この鐘は1903年の当地での取引所開設当初からあったゴングベルと同じ音色を奏でるように1980年代末に新調された2代目で、18インチ (46 cm)の大きさのゴングベルが立会人席の演壇の中央に欄干から突き出して縦に設置され（ゴングベルの支持柱は水平）、モーターによって回転するクラッパーを持ち、ボタン操作で鳴動する。立会人が立会人席からスイッチを作動させると、基音がD音、倍音が嬰Dからなる音が9回連続で打ち鳴らされ、場内に取引開始や終了を告げる。立会人は、企業人や各界の著名人が招かれるのが常であり、外部の人間としては1956年に10歳の少年がクイズ番組の賞品として発会の鐘を鳴らしたのが初めてとされる。企業の株式新規上場や企業名変更などを祝うセレモニーの一環としても行われており、発会の鐘を鳴らす企業のイベントが取引所前で盛大に行われることもある。2002年にはホンダのASIMOが人間以外では初めて、発会の鐘のボタンを押している 。

## 外国企業の上場

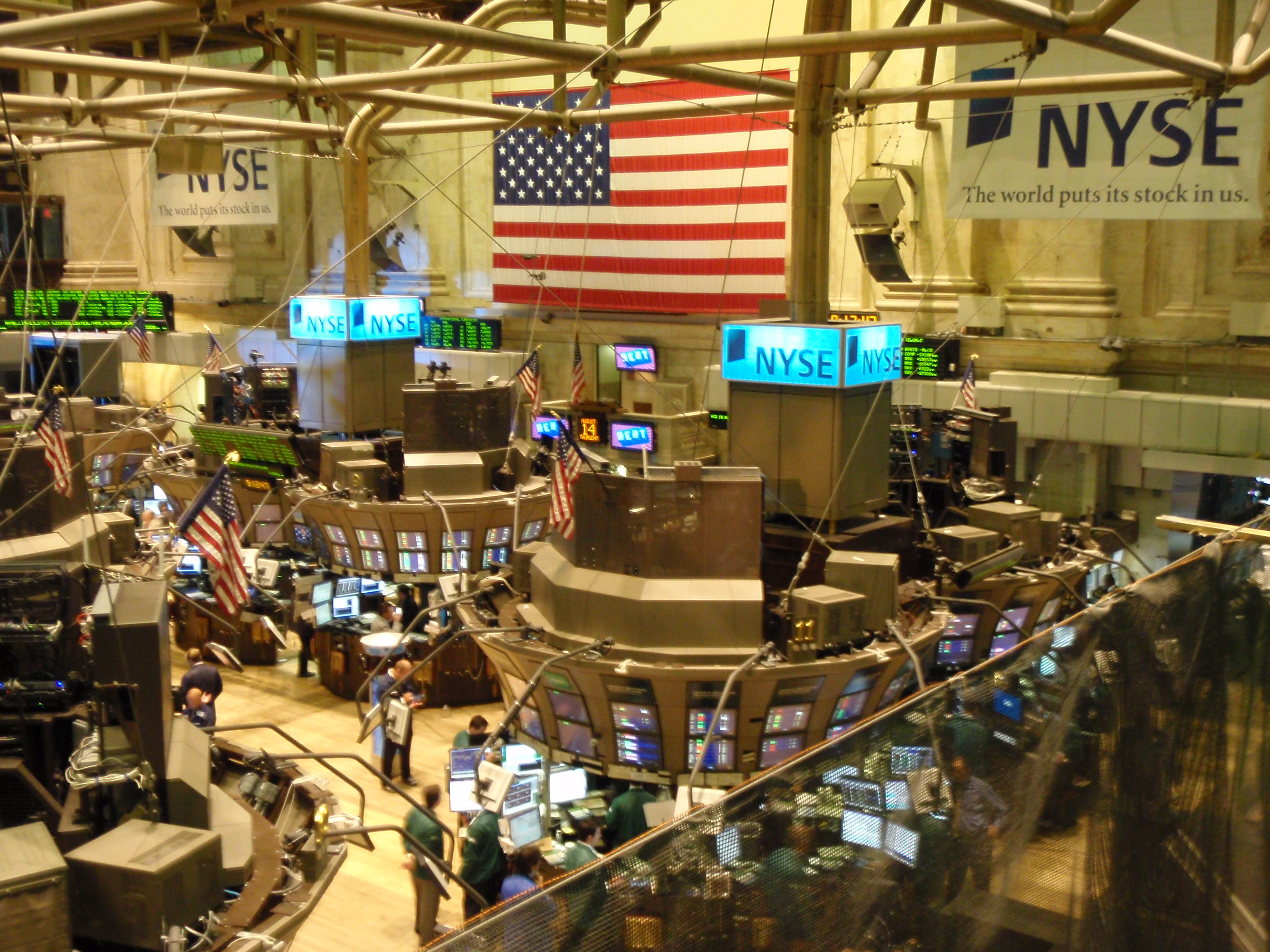
ニューヨーク証券取引所の立会場（2008年8月）

世界一上場審査が厳しいとされ、上場企業数は約2,300社。そのうち外国企業は約460社（47の国・地域）が上場している。日本経済新聞マーケット総合面に、100前後の海外主要企業とともに毎週火曜日から土曜日に1日遅れの株価が掲載される。
日本の証券取引所とは異なり、企業規模などによる市場指定（第一部・第二部など）は行ってはいない。

### HFCAA
2020年に外国企業説明責任法（HFCAA）が成立し、米国の証券取引所に上場する外国企業は外国政府機関による株式保有率などの情報開示義務や立証義務が課され、公開企業会計監視委員会（PCAOB）が監査を実施できない状態が3年連続で続いた場合には市場取引を禁止するとしている。

### 日本企業の上場
日本企業では1970年にソニーが上場して以来、2021年4月現在10社が上場している。
1998年以降、毎年1社以上の日本企業が上場していたが、2002年のコナミを最後に4年余りなかった。この背景には、2002年7月に制定された米国の上場企業会計改革および投資家保護法（通称SOX法）がある。 エンロンやワールドコムの不正会計事件を受けて制定された同法は、米国企業のみならず米国の証券取引所に上場する外国企業にも厳正なコーポレート・ガバナンスを求めており、この対応に多くの費用と時間を強いられるため、上場が敬遠されていた。
これをクリアしたみずほフィナンシャルグループは、公的資金の完済を果たしたこともあり、日本企業としては4年ぶりにNYSE上場を果たした。みずほ社長の前田晃伸は、SOX法への対応に100億円を費やしたと上場直後のインタビューで語っている。
| No. | 社名                            | ティッカーシンボル            | 上場年月日                       |
| --- | ------------------------------- | ----------------------------- | -------------------------------- |
| 1   | ソニーグループ                  | NYSE: SONY 2021年3月まではSNE | 1970年9月17日                    |
| 2   | 本田技研工業                    | NYSE: HMC                     | 1977年2月11日                    |
| 3   | 三菱UFJフィナンシャル・グループ | NYSE: MUFG 2018年3月まではMTU | 1989年9月19日 （当時は三菱銀行） |
| 4   | オリックス                      | NYSE: IX                      | 1998年9月16日                    |
| 5   | トヨタ自動車                    | NYSE: TM                      | 1999年9月29日                    |
| 6   | キヤノン                        | NYSE: CAJ                     | 2000年9月14日                    |
| 7   | 野村ホールディングス            | NYSE: NMR                     | 2001年12月17日                   |
| 8   | みずほフィナンシャルグループ    | NYSE: MFG                     | 2006年11月8日                    |
| 9   | 三井住友フィナンシャルグループ  | NYSE: SMFG                    | 2010年11月1日                    |
| 10  | 武田薬品工業                    | NYSE: TAK                     | 2018年12月24日                   |

| No. | 社名                   | ティッカーシンボル | 上場年月日                         | 上場廃止年月日 |
| --- | ---------------------- | ------------------ | ---------------------------------- | -------------- |
| 1   | パイオニア             | PIO                | 1976年                             | 2006年1月      |
| 2   | TDK                    | TDK                | 1982年                             | 2009年4月      |
| 3   | 日立製作所             | HIT                | 1982年4月14日                      | 2012年4月27日  |
| 4   | パナソニック           | PC                 | 1971年9月                          | 2013年4月      |
| 5   | クボタ                 | KUB                | 1976年11月9日 （当時は久保田鉄工） | 2013年7月16日  |
| 6   | コナミホールディングス | KNM                | 2002年9月30日 （当時はコナミ）     | 2015年4月24日  |
| 7   | アドバンテスト         | ATE                | 2001年9月17日                      | 2016年4月22日  |
| 8   | ニデック               | NJ                 | 2001年9月27日                      | 2016年5月2日   |
| 9   | 日本電信電話           | NTT                | 1994年9月29日                      | 2017年4月3日   |
| 10  | NTTドコモ              | DCM                | 2002年3月1日                       | 2018年4月13日  |
| 11  | 京セラ                 | KYO                | 1980年5月23日                      | 2018年6月26日  |
| 12  | LINE                   | LN                 | 2016年7月14日                      | 2020年12月28日 |

1976年から株式を上場していたパイオニアは、2006年1月下旬に「株式事務の合理化」を理由にNYSEでの上場を廃止した。同様に1982年から株式を上場していたTDKも、「取扱高が少なく、上場を続ける経済的合理性が薄くなった」ことを理由に2009年4月下旬に上場を廃止した。1971年から株式を上場していた古参のパナソニックも、業績悪化に伴うコスト削減の一環として2013年4月下旬に上場を廃止した。